# Josep Guiteras Barceló
Josep Guiteras i Barceló (Moià, 11 de novembre de 1901 - Vic, 4 de maig de 1978) fou un sacerdot català que es va distingir per la seva austeritat i obra social. Va ser conegut com "el capellà de la calla".

## Trajectòria
Va arribar a Vic el 1940 com a capellà de l'església del Roser del carrer Sant Francesc. Va fer un menjador social a la casa rectoria on van passar unes 4.000 persones diferents. També va construir cases barates per les famílies amb pocs recursos que anaven pagant de mica en mica concentrades a la zona sud de Vic, que amb el temps esdevindria el barri de la Serra de Sanferm. L'entitat Ayuda parroquial a los futuros propietarios del hogar, fundada el 1950 pel capellà, obria llibretes d'estalvis pels futurs propietaris que tindrien un solar i un edifici de planta baixa que pagaven segons la seva capacitat econòmica. Feia col·lectes cada últim diumenge de mes per ajudar a pagar la construcció dels habitatges. El 29 d'agost del 1951 la seva tasca va rebre el suport del Papa Pius XII. 26 dels habitatges es va beneir el 1955. El 1956 havia construït 42 cases i en tenia 7 en construcció, totes amb un petit terreny.

## Llegat
El 2010 se li va fer un homenatge durant la festa del 50è aniversari de la Serra-de-senferm de Vic amb una placa commemorativa per haver estat el capellà que va facilitar als primers veïns els solars per fer els seus habitatges. Es van recordar les cases barates que va fer amb l'arribada de les primeres famílies del 1957.
Durant l'any 2013 es va fer una important recopilació de tota la seva documentació privada i pública existent, i va ser dipositada a l'Arxiu Comarcal d'Osona a l'abast de qualsevol persona que estigui interessada en la seva vida i obra. També es va fer una pàgina web per poder accedir als textos.
Té una avinguda dedicada a Vic i un passatge a Moià a prop de la casa de Massamsó on va viure un temps.